# Adam Smith (ur. 1991)
Adam James Smith (ur. 29 kwietnia 1991) – angielski piłkarz występujący na pozycji obrońcy w Bournemouth.